# Giáo hoàng Agapêtô II
Agapêtô (Latinh: Agapitus II) là vị giáo hoàng thứ 129 của Giáo hội Công giáo.
Theo niên giám Tòa Thánh năm 1806 thì ông đắc cử Giáo hoàng vào năm 946 và ở ngôi Giáo hoàng trong 9 năm 6 hoặc 7 tháng. Niên giám tòa thánh năm 2003 xác định triều đại của ông kéo dài từ ngày 10 tháng 5 năm 946 cho tới tháng 12 năm 955.
Giáo hoàng Agapitus II sinh tại Rôma. Vị thế của Alberic bị suy yếu trầm trọng, điều này làm cho Agapito có thể xoá bỏ phần nào đó quyền thế xâm nhập của Alberic. Tuy nhiên, mây mù mới lại xuất hiện cuốn chân trời: Otto I. Năm 954 Alberic II băng hà, Rôma được giải phóng.
Ông làm hết sức để nâng cao những điều kiện luân lý cho hàng giáo sĩ và với sự giúp đỡ của vua nước Phổ, Otto I, bình định một phần nào nước Ý. Vua Đan Mạch Harold đã đón nhận Kitô giáo.